# 에이브러햄 링컨의 첫 번째 취임 연설

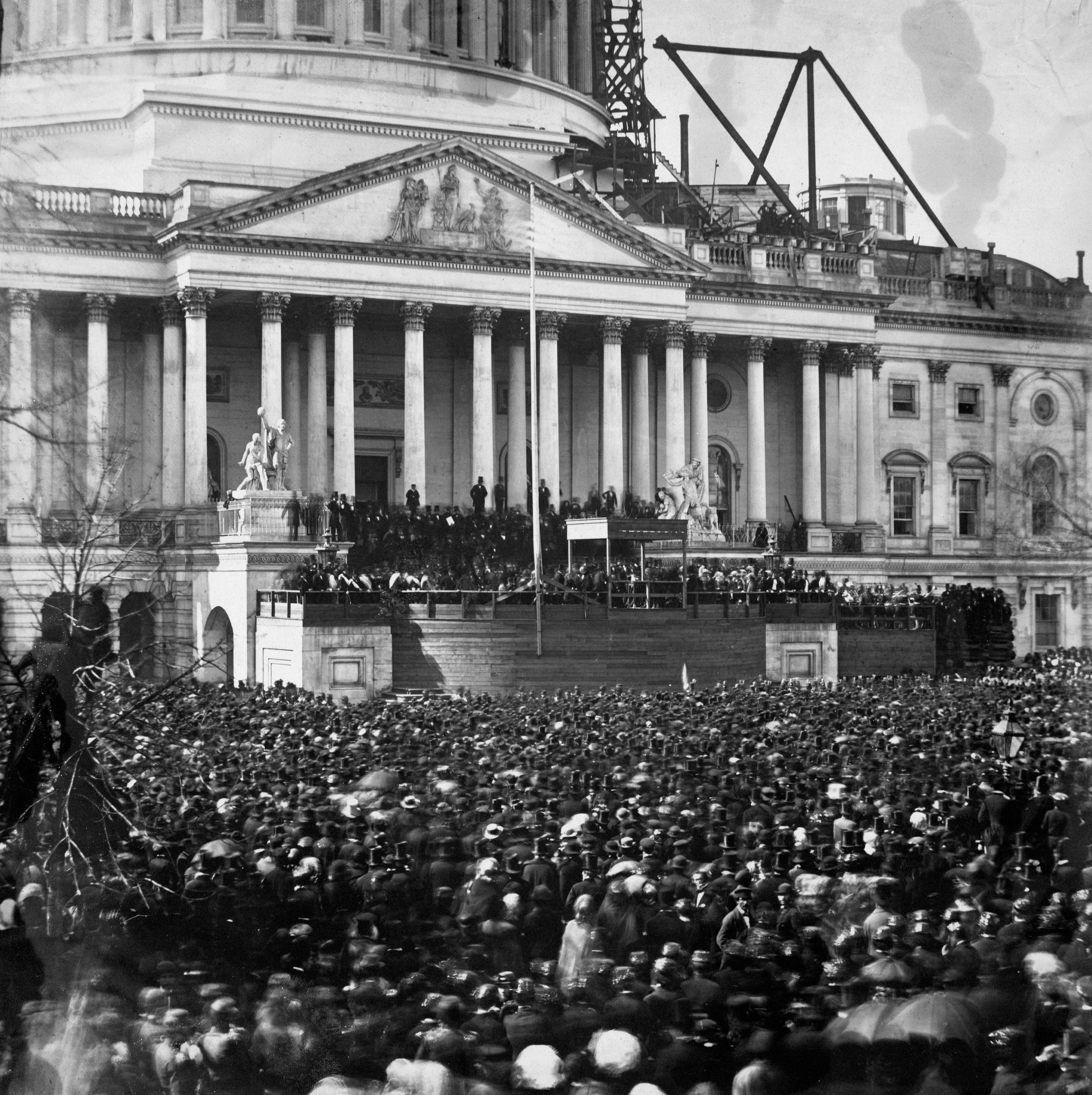
1861년 3월 4일 워싱턴 D.C.의 부분적으로 완공된 미국 국회의사당에서 에이브러햄 링컨의 취임 선서

에이브러햄 링컨의 첫 번째 취임 연설(영어: Abraham Lincoln's first inaugural address)은 1861년 3월 4일 월요일, 에이브러햄 링컨이 제16대 미국 대통령으로서 첫 임기의 취임 선서의 일환으로 행해졌다. 미국 국회의사당에서 행해진 이 연설은 주로 남부 사람들에게 전달되었으며, 분리독립하여 아메리카 연합국을 형성한 7개 주가 있는 그 지역에 대한 링컨의 의도된 정책과 열망을 간결하게 설명하기 위한 것이었다.
분리된 주들에 대한 화해의 정신으로 쓰여진 링컨의 취임 연설은 여러 주제를 다루었다. 첫째, "정부에 속한 재산과 장소를 유지하고, 점유하며, 소유하겠다"는 서약; 둘째, 연방이 노예 제도가 존재하는 곳에서 간섭하지 않을 것이라는 선언; 셋째, 그는 결코 먼저 공격하지 않겠지만, 미국에 대한 어떤 무력 사용도 반란으로 간주되고 무력으로 대응될 것이라는 약속이었다. 취임식은 남북 전쟁의 전야에 이루어졌으며, 전쟁은 곧 4월 12일 섬터 요새에 대한 아메리카 연합국 공격으로 시작되었다.
링컨은 분리독립을 무정부 상태로 비난하며, 헌법적 제약에 의해 다수결 원칙이 균형을 이루어야 한다고 말했다.
| “ | 헌법적 견제와 제한에 의해 통제되고, 대중의 의견과 감정의 신중한 변화에 따라 항상 쉽게 변화하는 다수결 원칙은 자유민의 유일한 진정한 주권이다. | ” |

내전을 필사적으로 피하고 싶었던 링컨은 다음과 같은 호소로 연설을 마무리했다.
| “ | 나는 연설을 마치기가 싫다. 우리는 적이 아니라 친구다. 우리는 적이 되어서는 안 된다. 열정이 우리의 애정의 유대를 긴장시켰을지라도, 그것을 끊어서는 안 된다. 이 넓은 땅의 모든 전장과 애국자의 무덤에서 모든 살아있는 마음과 화로까지 뻗어 있는 신비로운 기억의 선율은, 우리의 더 나은 본성에 의해 다시 한 번 건드려질 때, 확실히 그렇게 될 것이며, 연방의 합창을 다시 울릴 것이다. | ” |

## 배경
링컨은 1860년 대통령 선거의 공화당 후보로 선출되었고, 11월 6일에 선거인단 180표를 얻어 승리했다. 이 시점부터 3월 4일 취임까지, 7개의 딥 사우스 면화 주들—사우스캐롤라이나주, 미시시피주, 조지아주, 플로리다주, 앨라배마주, 루이지애나주 및 텍사스주—은 연방에서 분리독립했다. 링컨의 전임자인 제임스 뷰캐넌은 분리독립을 불법으로 비난했지만, 연방 정부가 이를 막을 수 없다고 주장했다. 여러 이해 당사국과 함께 전 국민은 새로 형성된 아메리카 연합국에 대한 대통령 당선인의 정책이 정확히 무엇인지에 대한 그의 말을 기다렸다.

### 링컨의 동기
링컨의 연설은 이 질문에 답하고, 그가 "불만스러운 동포"라고 부른 사람들에게 손을 내밀어 다가오는 갈등을 피하려는 시도였다. 그는 취임까지 몇 달 동안 엄격하게 침묵 정책을 유지했으며, 국가의 지도자가 되기 전에 북부나 남부에 의해 오해될 수 있는 어떤 발언도 신중하게 피했다. 링컨의 의도는 그가 취임하기 전에는 남부에 대한 그의 구체적인 정책에 대한 어떤 진술도 공개되어서는 안 된다는 것이었다. 연설의 가능한 내용을 알고 있는 사람들은 침묵을 맹세했고, 링컨의 초안은 일리노이주 스테이트 저널 신문의 금고에 보관되었다.
링컨은 고향인 스프링필드 (일리노이주)의 처남 가게 뒤방에서 네 가지 주요 참고 자료를 사용하여 연설을 작성했다. 그것은 헨리 클레이 시니어의 1850년 타협에 대한 연설, 대니얼 웹스터의 헤인에 대한 답변, 앤드루 잭슨의 무효화에 대한 선언, 그리고 미국의 헌법이었다.

### 윌리엄 수어드의 편집
링컨의 곧 미국의 국무장관이 될 윌리엄 H. 수어드는 나중에 원래의 어조를 다소 완화하고 연설의 유명한 결론에 기여한 제안을 했다. 링컨의 연설은 원래 "당신과 함께, 내가 아니라, '평화인가 칼인가?'라는 엄숙한 질문이 있다"는 문장으로 끝났다. 수어드는 링컨이 "애정의 말 — 차분하고 명랑한 확신"으로 연설을 끝내야 한다고 썼는데, 이는 동부의 두려움을 가라앉히고 "남부의 편견과 열정을 제거"하기 위함이었다. 구체적인 제안을 제시하며, 수어드는 다음과 같은 마지막 단락을 제안했다.
| “ | 나는 끝낸다. 우리는 이방인이나 적이 아니라 동포이자 형제여야 한다. 열정이 우리의 애정의 유대를 너무 심하게 긴장시켰을지라도, 그것은 끊어지지 않을 것이며, 나는 확신한다. 수많은 전장과 수많은 애국자의 무덤에서 비롯된 신비로운 선율은, 이 넓은 대륙의 모든 마음과 모든 화로를 통과하며, 국가의 수호 천사가 숨을 불어넣을 때 다시 고대의 음악으로 조화를 이룰 것이다. | ” |

### 앤드루 잭슨의 영향
링컨은 앤드루 잭슨이 1832년 12월 사우스캐롤라이나주의 무효화 조례에 대한 응답으로 발표한 무효화 선언문에서 언어와 논증을 빌렸다. 링컨은 선거와 취임식 사이에 잭슨의 무효화 선언문을 적어도 두 번 읽었다. 한 번은 1860년 11월, 선거 후 단 일주일 만에, 그리고 다시 1861년 1월, 취임 연설을 작성할 때였다. 당시 관찰자들은 무효화 위기를 "분리독립 위기의 가장 중요한 역사적 유사점"으로 보았다. 1860년 8월, 켄터키주의 노예제 폐지론자 캐시어스 클레이는 링컨에게 “앤드루 잭슨의 ‘연합’ 연설을 취임 연설에 넣어라”고 촉구했으며, 11월에 링컨은 그의 개인 비서인 존 니콜레이와 존 헤이에게 "주가 분리독립할 권리는 열려 있거나 논쟁의 여지가 있는 질문이 아니다"라고 말하며, 이는 "잭슨 시대에 완전히 논의되었고, 그 자신뿐만 아니라 의회의 투표로도 부정되었다"고 덧붙였다.
잭슨의 선언문은 링컨 연설의 "내용과 스타일 모두"에 영향을 미쳤다. 내용적으로 링컨은 분리독립의 위헌성에 대한 잭슨의 주장을 반복했다. 근본적인 법과 미국의 헌법 역사를 논의하면서, 잭슨은 헌법이 연방을 "영속화"하고 미국인들을 "영원한 유대"로 묶었기 때문에 분리독립을 금지한다고 주장했다. 마찬가지로 링컨은 "보편적인 법과 헌법의 관점에서, 이 주들의 연합은 영원하다"고 주장했다. 링컨은 또한 "정치적 소수가 다수결 원칙을 수용하고 복종해야 하는 취약한 사업으로서의 헌법적 민주주의"에 대한 잭슨의 개념을 확장했다. 스타일적으로 잭슨과 링컨 모두 남부를 침략자로 묘사했다. 그들 각자는 "자신들의 대리인 역할을 수사적으로 축소하며, 결정이 아닌 의무의 용어를 사용하여 도덕적 우위를 주장하고 상대방을 선제적으로 교전자로 몰아넣었다."
선언문이 첫 취임 연설에 미친 영향은 주권 이론이 분리독립을 정당화하지 않는 이유에 대한 그들의 주장을 비교하고, 그들의 마지막 단락에 있는 언어를 비교함으로써 가장 직접적으로 볼 수 있다.
|             | 잭슨의 무효화 선언문 | 링컨의 첫 취임 연설 |
| ----------- | --- | --- |
| 계약론      | "연합이 계약에 의해 형성되었기 때문에, 그 계약의 당사자들은 자신들이 불이익을 느낄 때 그 계약에서 벗어날 수 있다고 말한다. 그러나 바로 그것이 계약이기 때문에 그들은 그렇게 할 수 없다. 계약은 합의 또는 구속력 있는 의무이다… 심지어… 국가 헌법이 계약에 의해 형성되었다고 하더라도, 어떤 한 주가 그 의무에서 벗어날 권리는 없을 것이다." | "미국이 적절한 정부가 아니라 단순히 계약 형태의 주들의 연합이라면, 계약으로서 모든 당사자들이 동의하지 않고 평화롭게 해제될 수 있는가? 계약의 한 당사자는 그것을 위반할 수 있지만, 합법적으로 그것을 취소하려면 모든 당사자가 필요하지 않은가?" |
| 마지막 단락 | "동포 여러분! 중대한 사안이 여러분 앞에 놓여 있습니다. 정부에 대한 여러분의 변함없는 지지에 따라 이 위대한 질문의 결정이 달려 있습니다. 즉, 여러분의 신성한 연합이 보존되고, 그것이 우리에게 한 민족으로서 보장하는 축복이 영속될 것인가 하는 것입니다."                                                                                   | "만족하지 못한 나의 동포 여러분, 내 손이 아니라 여러분의 손에 내전의 중대한 문제가 달려 있습니다. 정부는 여러분을 공격하지 않을 것입니다. 여러분 스스로가 침략자가 되지 않는 한, 어떤 충돌도 없을 것입니다."                                    |

### 제임스 매디슨의 영향
수어드의 원문은 부분적으로 제임스 매디슨이 원래 뉴욕 사람들에게 보내진 페더럴리스트 논고 제14호에서 내전의 위험성에 대한 경고에 기반을 두고 있었다. 수어드는 불과 6주 전에 미국 상원을 위한 연설을 작성하면서 초기 연방주의 논고들을 참고했으며, 내전의 위험성을 숙고했다.
링컨은 수어드의 마무리 초안을 받아들여 더 시적이고 서정적인 어조로 만들었는데, 예를 들어 수어드의 "나는 끝낸다. 우리는 이방인이나 적이 아니라 동포이자 형제여야 한다"를 "나는 끝내기 싫다. 우리는 적이 아니라 친구다. 우리는 적이 되어서는 안 된다"로 수정했다.

## 워싱턴으로의 여정
가족과 친구들로 이루어진 수행단은 2월 11일 링컨과 함께 스프링필드 (일리노이주)를 떠나 기차로 워싱턴 D.C.로 향하여 취임식에 참석했다. 이 일행에는 링컨의 아내, 세 아들, 처남뿐만 아니라 존 G. 니콜레이, 존 M. 헤이, 워드 힐 라몬, 데이비드 데이비스, 노먼 B. 저드, 에드윈 보즈 섬너가 포함되었다.
다음 열흘 동안 링컨은 인디애나폴리스, 콜럼버스 (오하이오주), 피츠버그, 클리블랜드, 버펄로 (뉴욕주), 올버니 (뉴욕주), 뉴욕, 필라델피아 등 북부 전역을 광범위하게 여행했으며, 2월 21일 오후에는 켄싱턴 역에 도착했다. 링컨은 개방형 마차를 타고 컨티넨탈 호텔(현재 프랭클린 레지던스로 알려져 있으며 필라델피아 시청 인근의 체스트넛 스트리트 834번지에 위치)로 이동했으며, 약 10만 명의 구경꾼들이 대통령 당선인을 보기 위해 기다리고 있었다. 거기서 그는 시장 알렉산더 헨리를 만났고, 컨티넨탈 호텔 발코니에서 밖의 군중에게 몇 마디 연설을 했다. 링컨은 이어서 해리스버그로 향했다.
여행 중 링컨은 아들 로버트에게 그의 첫 취임 연설 초안이 담긴 카펫백을 맡겼다. 한 정류장에서 로버트는 실수로 가방을 호텔 직원에게 건넸고, 직원은 그것을 여러 다른 가방들과 함께 그의 책상 뒤에 놓았다. 눈에 띄게 당황한 링컨은 책상 뒤로 가서 여러 가방에 열쇠를 시도하다가 마침내 그의 연설이 담긴 가방을 찾을 수밖에 없었다. 그 후 링컨은 워싱턴 D.C.에 도착할 때까지 그 가방을 계속 소지했다.
볼티모어 암살 음모 때문에 링컨은 메릴랜드주 볼티모어를 한밤중에 특별 열차로 통과한 후 마침내 수도로의 여정을 마쳤다.

## 요약
링컨은 연설을 시작하면서 먼저 "특별한 불안이나 흥분이 없는 행정 문제"에 대해서는 언급하지 않을 것이라고 밝혔다. 연설의 나머지 부분은 "공화당 행정부의 집권으로 자신들의 재산과 평화, 그리고 개인적 안보가 위태로워질 것"이라고 우려하는 남부 사람들의 걱정을 다루었다. 링컨은 이 주장을 단호히 부인하며, 청중들에게 노예 제도에 대한 그의 과거 연설과, 각 주가 노예 제도 문제에 대해 스스로 결정할 권리와 다른 주나 연방 정부로부터 어떤 종류의 강제도 받지 않을 권리를 명시적으로 보장하는 공화당의 강령을 고려해 달라고 요청했다. 이어서 그는 당시 특히 관심사였던 몇 가지 다른 점들을 다루었다.
1. 노예 제도: 링컨은 "노예 제도가 존재하는 주에서 노예 제도에 직접적이든 간접적이든 간섭할 의도가 없다. 나는 그렇게 할 법적 권리도 없고, 그렇게 할 의지도 없다"고 단호히 밝혔다.
2. 남부의 법적 지위: 그는 방금 "미국 헌법을 보존하고, 보호하며, 수호"하겠다는 맹세를 했으므로, 이 맹세가 그에게 탈퇴한 주들을 포함한 모든 주에서 연방의 법률이 성실히 집행되도록 할 의무를 부과한다고 주장했다.
3. 무력 사용: 링컨은 연방 정부에 속한 "재산과 장소를 보유하고, 점유하며, 소유"하고 합법적인 세금과 부과금을 징수하는 그의 의무를 이행하는 데 필요한 경우가 아니라면 남부에 대한 무력 사용은 없을 것이라고 약속했다. 그러나 만약 남부가 정부에 대해 적극적으로 무기를 들기로 선택한다면, 그들의 반란은 단호하고 강력한 대응에 직면할 것이라고 경고했다.
4. 분리독립: 헌법 전문에 있는 문구를 인용하며, 링컨은 헌법이 연합규약 및 영구 연방이 이루었던 것보다 "더 완벽한 연합을 형성"하기 위해 제정되었다고 밝혔다. 연합규약 하에 수립된 연합이 명칭과 본문에서 명시적으로 영구적이었기 때문에, 헌법 하의 연합 또한 영구적이었다. 그는 헌법이 단순한 계약으로 해석될지라도, 모든 당사자, 즉 남북의 모든 주들 사이의 합의 없이는 합법적으로 취소될 수 없다고 덧붙였다.
5. 노예 제도 보호: 링컨은 미국 의회의 양원에서 이미 승인된 헌법에 대한 제안된 코윈 수정안에 대해 반대하지 않는다고 명시적으로 밝혔다. 이 수정안은 이미 노예 제도가 존재하는 주에서 노예 제도를 공식적으로 보호하고, 각 주에 노예 제도를 수립하거나 폐지할 권리를 보장했을 것이다. 링컨은 이 권리가 이미 원래 헌법에 의해 보호되고 있으며, 코윈 수정안은 이미 포함된 내용을 단순히 반복하는 것이라고 생각한다고 밝혔다.
6. 영토 내 노예 제도: 링컨은 헌법에 영토 내 노예 제도와 관련하여 무엇을 할 수 있고 무엇을 할 수 없는지 명시적으로 언급된 것이 없다고 주장했다. 그는 자유 흑인들이 오용을 통해 납치되어 불법적으로 노예로 팔리는 것으로부터 보호받을 수 있는 한 도망노예법을 시행할 의지가 있다고 밝혔다.
7. 우편 서비스: 미국 우편은 "격퇴되지 않는 한" 남부 전역에서 계속 운영될 것이다.
8. 남부의 연방 공무원: 이 시기 미국 역사에는 전문적인 공무원 제도가 운영되지 않았으므로, 링컨은 엽관제를 사용하여 남부 주에 위치한 우체국장과 같은 연방 공무원직에 북부 공무원들을 임명하지 않을 것이라고 약속했다. 대신 그는 남부에 "불쾌한 이방인"을 강요하기보다는 "그러한 직책의 사용을 포기"할 것이라고 말했다.

링컨은 전국적으로 고조되는 긴장 속에서 침착하고 신중한 숙고를 호소하며 연설을 마쳤다. 그는 반란 주들에게 연방 정부가 결코 그들과 어떤 갈등도 시작하지 않을 것이며, "우리의 본성의 더 나은 천사들"에 의해 다시 "건드려질" 때, 남북의 "신비로운 기억의 선율"이 "여전히 연방의 합창을 울릴 것"이라는 자신의 확신을 밝혔다.

## 반응
대부분의 북부 언론이 링컨의 취임 연설을 크게 칭찬한 반면, 새로운 아메리카 연합국은 주로 침묵으로 반응했다. 찰스턴 머큐리는 예외였다. 이 신문은 링컨의 연설을 "무례함"과 "잔인함"을 드러내는 것으로 맹렬히 비난했으며, 연방 정부를 '폭도 지배 제국'으로 공격했다. 이 연설은 연방으로부터의 분리독립을 고려하고 있던 다른 주들에게도 깊은 인상을 주지 못했다. 실제로 섬터 요새가 공격받고 링컨이 공식적인 반란 상태를 선포한 후, 버지니아주, 노스캐롤라이나주, 테네시주 및 아칸소주의 네 개 주가 추가로 연방으로부터 분리독립을 시도하고 아메리카 연합국에 가입했다.
현대의 작가들과 역사가들은 일반적으로 이 연설을 걸작이자 가장 훌륭한 대통령 취임 연설 중 하나로 간주하며, 마지막 구절들은 특히 미국 문화에서 오랫동안 명성을 얻었다. 문학 및 정치 분석가들 또한 이 연설의 유려한 산문과 찬사적 특성을 칭찬했다.

## 같이 보기
- 에이브러햄 링컨의 두 번째 취임 연설
- 1861년 에이브러햄 링컨 대통령 취임식

## 내용주
1. ↑  As quoted in Belz, Herman (1998). 《Abraham Lincoln, Constitutionalism, and Equal Rights in the Civil War Era》. Fordham University Press. 86쪽. ISBN 978-0-8232-1769-4.
2. 1 2 3 4  “First Inaugural Address of Abraham Lincoln”. The Avalon Project.
3. ↑  William L. Barney (2011). 《The Oxford Encyclopedia of the Civil War》. Oxford U.P. 50쪽. ISBN 978-0-19-989024-8.
4. 1 2 3  “Abraham Lincoln's First Inaugural Address”. Abraham Lincoln's Classroom. 2010년 9월 17일에 원본 문서에서 보존된 문서. 2010년 4월 12일에 확인함.
5. ↑  “Lincoln's First Inaugural Address”. Abraham Lincoln Online. 2010년 4월 27일에 원본 문서에서 보존된 문서. 2010년 4월 12일에 확인함.
6. 1 2 3 4  Hubbell, Jay (1931). 《Lincoln's First Inaugural Address》. 《The American Historical Review》 36. 550–552쪽. doi:10.2307/1837914. JSTOR 1837914. 2020년 11월 12일에 확인함.
7. 1 2 3 4 5 6  Desai, Samarth P. (2022년 9월 30일). 《"Jackson Redivivus" in Lincoln's First Inaugural》. 《The Journal of the Abraham Lincoln Association》 43. doi:10.3998/jala.2751. ISSN 1945-7987.
8. 1 2 3  Jackson, Andrew (1832년 12월 10일). “President Jackson's Proclamation Regarding Nullification”. 《The Avalon Project》.
9. ↑  조 포스난스키 블로그
10. 1 2  Hoch, Bradley R. (2001). 《The Lincoln Trail in Pennsylvania》. Penn State Press. ISBN 978-0-271-02119-5.
11. ↑  Barney, William L. (2004년 1월 14일). 〈The Secession of the Southern States〉. 《MacMillan Information Now Encyclopedia: The Confederacy》.
12. ↑  Campbell, Karlyn Kohrs, and Kathleen Hall Jamieson (2008). 《Presidents Creating the Presidency: Deeds Done in Words》. Chicago: University of Chicago Press. 49, 53쪽. ISBN 978-0226092218.
13. ↑  Winik, Jay. “Lincoln's Lessons for a New President”. 《The Wall Street Journal》. Dow Jones & Co. 2012년 10월 26일에 확인함.